# Chip Albers
Pour les articles homonymes, voir Albers.
Stanley Abers, plus connu sous le nom de Chip Albers (né le 1er décembre 1962 à Long Branch) est un acteur américain.

## Filmographie partielle
- 1986 - Another World (série télévisée) : Michael Hudson jeune
- 1988 - La force du destin (série télévisée) : Officer Josh Walenski
- 1989 - Amoureusement vôtre (série télévisée) : Curtis Alden
- 1991 - For Parents Only de Bill Shepherd : Monsieur Potter
- 1994 - Coach (série télévisée) : Joe (un épisode)
- 2000 - Leif Ericson: The Boy Who Discovered America : Eric le rouge (voix)
- 2006 - Romeo and Juliet: Sealed with a Kiss : Mercutio (voix)